# Pagliara (San Nicola Manfredi)
Pagliara è una frazione di 350 abitanti del comune beneventano di San Nicola Manfredi, di cui costituisce un'exclave, in Campania.

## Geografia fisica

### Territorio
Pagliara è un'exclave amministrativa situata a 365 metri sul livello del mare, sul versante settentrionale dell'alto colle che guarda la valle del Sabato e che sovrasta l'antico territorio pontificio di Benevento sito a San Nicola Manfredi, comune della provincia il quale, oltre Pagliara, racchiude le frazioni di Monterocchetta, Santa Maria a Toro, Santa Maria Ingrisone e Toccanisi, borghi le cui parrocchie sono dipendenti dall'arcidiocesi di Benevento.

## Storia
Sebbene l'origine di Pagliara sia sepolta nel passato, ne è accertata l'esistenza nel 956 da certificazioni di tipo ecclesiastico che attestano la donazione, tra le chiese del monastero di San Modesto, dell'ecclesiam San Damiani de loco Palearie. Qualche etimologo del tempo di Fra Arcangelo da Montesarchio, ha ipotizzato che Palearie potesse far riferimento a Pallade e, dunque, che il casale di Pagliara fosse sorto da qualche tempio in onore di Pallade. Inoltre, da una registrazione risalente al 1320 del cedolario del tempo, tra i casali di Montefusco compare il nome del casale Palearie, sotto la casata di Francesco Pandone di Capua tassato di once 3 e tarì 15. Dalla sfilza di nomi originari di Pagliara rinvenuti nel Necrologio di Santo Spirito di Benevento, si può affermare che fosse, dopo Montefusco, uno dei luoghi abitati più grandi. Nel 1415  è verificato tra i beni di Filippo Caracciolo e, nel 1507, in suffeudo della stessa famiglia con signore Bartolomeo Caracciolo. Le famiglie, in origine quaranta, nel 1532 ventisei, nel 1648 trentotto, vennero decimate nel 1656 a causa della peste. Nell'arco del 1600 e 1700, molte famiglie esercitarono il proprio dominio su Pagliara: Caracciolo, Geronimo de Lagni, Giovan Francesco de Francesco; nel 1651, Francesco Antonio de Francesco di Vitulano vendette la baronia di Pagliara a Carlo Venato conte di Santa Maria in Crisone, passò in casa Dentice per il matrimonio di Luisa Venato con Fabrizio Dentice che la vendettero il 17 settembre 1689 a Luigi Nauclerio, declaratario di un Pietro Paolo Alfieri di Benevento. Pagliara rimase lungamente sotto la famiglia Alfieri, ultimo fu Marzio Alfieri che trasmise il titolo baronale al nipote Antonio Sabariano. Nel 1811 Pagliara contava 316 abitanti.

## Monumenti e luoghi d'interesse

### Architetture religiose
- Chiesa di san Nicola vescovo